# 論理実証主義
論理実証主義（ろんりじっしょうしゅぎ、英: logical positivism）とは、20世紀前半の哲学史の中で、特に科学哲学、言語哲学において重要な役割を果たした思想ないし運動。論理経験主義（英: logical empiricism）、科学経験主義ともいう。

## 概要
経験主義―数学的構成物と論理・言語学的な構成物とを融合させた知識を伴う種類の合理主義には実験に基づいた証拠が必要だとする考えと、認識論の成果を結合したものである。論理実証主義は分析哲学の一種だと考えられるかもしれない。
論理実証主義は、一般的な意味では、20世紀初期にウィーンのCafé Centralに集まり、最初ウィーン学団として知られた集団の討論から始まった。第一次世界大戦後、初期の集団の一人のハンス・ハーンがモーリッツ・シュリックのウィーン来訪を手助けした。シュリックのウィーン学団は、ハンス・ライヘンバッハのベルリン学派とともに1920年代から1930年代にかけて新しい思想を盛んに喧伝した。オットー・ノイラートの唱道こそがこの派を自覚せしめるとともにより広く知らしめた。ノイラート、ハーン、ルドルフ・カルナップが書いた1929年のパンフレットには当時のウィーン学団の教義が要約されている。そこに要約された教義では形而上学、特に存在論と偽のアプリオリな命題に対する攻撃が述べられている。あらゆる知識は、唯一の科学的な標準言語によって明文化可能であるという考えである。また、合理的再構成の計画の中でも、通常の言語の概念がそれに相当する標準言語のより精密な概念に置き換えられる。
しかし1930年代初期のナチス台頭と政治的騒乱の影が彼らにも忍び寄ることとなり、最終的にはハンスの病没とシュリックの暗殺、さらにドイツのオーストリア併合によってウィーン学団は散り散りとなってしまった。論理実証主義の著名な支持者は大多数がイギリスやアメリカ合衆国へ移住し、アメリカの哲学に少なからぬ影響を与えた。1950年代までには、論理実証主義は科学哲学の主導的な学派となった。その時期に、カルナップは論理実証主義の初期の教義に代えて自身の「言語の論理的統語論」を提唱した。この強調点の変化と、ライヘンバッハらの幾分の意見の相違によって、結果的に1930年代からアメリカに亡命して人々の間で共有された教義の名称を「論理経験主義」とするべきだという合意が形成された。

## 歴史
- 1879年、ゴットロープ・フレーゲ『概念記法』出版。
- 1910年–1913年『プリンキピア・マテマティカ（数学原理）』出版。
- 1921年、『論理哲学論考』出版。
- 1923年、モーリッツ・シュリック「マッハ協会」設立。
- 1929年、ウィーン学団発足、小冊子『科学的世界把握: ウィーン学団』発行。
- 1935年–1939年、「科学の統一のための国際大会」開催。
- 1938年、ウィーン学団解散。

## 解説
1920年代後半のウィーンでエルンスト・マッハの経験主義哲学の薫陶を受けたモーリッツ・シュリックを中心に結成したウィーン学団が提唱した。
経験論の手法を現代に適合させ、形而上学を否定し、諸科学の統一を目的に、オットー・ノイラート、ルドルフ・カルナップなどのメンバーで活動したウィーンを中心とした運動である。その特徴は、哲学を数学、論理学を基礎とした確固たる方法論を基盤に実験や言語分析に科学的な厳正さを求める点にあり、その後の認識論及び科学論に重大な影響を与えた。
この思想ないし運動には、イギリスのアルフレッド・ノース・ホワイトヘッド及びバートランド・ラッセルの『プリンキピア・マテマティカ（数学原理）』とオーストリア生まれのルートヴィヒ・ウィトゲンシュタインの『論理哲学論考』の影響が大きい。『論理哲学論考』にあるように、形而上学は問題化できないもの（神、世界の限界、自由）を問題化していると規定する。なお、本書は、論理実証主義の聖書のような扱いを受けていた。その本の最後に掲げられた命題「語りえぬものについては沈黙しなければならない」（独: "Wovon man nicht sprechen kann, darüber muss man schweigen."、英: "Whereof one cannot speak, thereof one must be silent."）の言葉はあまりに有名である。
ナチスの台頭で学団のメンバーがアメリカに亡命した影響でその主張は英米で発展した。カルナップのアメリカでの弟子ウィラード・ヴァン・オーマン・クワインは「経験主義の二つのドグマ」において、論理実証主義が念頭に置いていた分析命題と総合命題のはっきりとした区別を否定し、還元主義を攻撃し、ホーリズムを唱えた。

### ドイツの論理実証主義
ドイツにおける実証主義はドイツで著名であったヘーゲル学派や新ヘーゲル学派に対する応答として発展したと考えられている。フランシス・ハーバート・ブラッドリーのようなヘーゲル主義の継承者は現実性を経験的な基盤を持たない形而上学的な実体を仮定することで説明しようとした。論理実証主義者はそれに対して、形而上学的実体を説明に用いることを止めるように求めた。
もう一つの、論理実証主義を鼓舞したあまり知られていない方の要因は、新しい科学の発展によって起こってきた新しい哲学的問題を解決したいという催促であった。モーリッツ・シュリックの影響下でウィーン学団は、そしてハンス・ライヘンバッハの影響下でベルリン学派は科学者、数学者、科学者から転向した哲学者よりなっていて、科学哲学における新しい問題を解決するという共同の目的を共有していた。

## 基本的な教義
論理実証主義者たちは多くの問題に対して様々な観点を持っていたものの、彼らは皆科学に関心を持ち、神学や形而上学に対しては懐疑的であった。初期には、大多数の論理実証主義者が、全ての知識は経験的事実に基づいた単純な「プロトコル命題」からの論理的推論によるものであると主張していた。多くの論理実証主義者は唯物論、形而上学的自然主義、経験論の形式を支持していた。
論理実証主義は、意味の検証可能性の基準、つまり検証主義に集約される。その初期の強い定式化の一つでは、これは、命題は確証的にその真偽を決定する有限回の手続きが存在する場合にのみ「認識論的に意味がある」という教義である。カール・ヘンペルは次のように定式化した。

ある命題が経験的意味をもつための必要十分条件は、その命題が分析的ではなく、かつ観察命題の無矛盾な有限集合から論理的に導出されることである。

この意見の初期の結果として、多くの論理実証主義者にとって、形而上学的、神学的、倫理的言明はこの基準に合格せず、そのため認識論的に有意味でないことになる。彼らは認識論的な有意味性と別種の、多様な有意味性(例えば、感情的な、表現的な、比喩的ななど)とを区別した。そして多くの著述家は、哲学史上の非認識論的言明は何らかの別の種類の有意味性を持つことを認めた。認識論的有意味性の実証的な特徴づけは著述家によって異なる。それは真理値を持つという特性、可能な情勢に一致すること、条件を提示すること、あるいは科学的言明が理解可能であるのと同じ意味で理解可能であることというように記述される。
論理実証主義のもう一つの特徴的な形質は、統一科学への傾倒である。つまり、全ての科学的陳述がなされ得る共通言語、あるいはノイラートの言い回しでは「普遍的俗語」の発展である。そういった言語を提起することの妥当さ、あるいはそういった言語を提起することの断片の妥当さは、しばしば特殊科学の言葉をもう一つの、より根源的だと推定される科学の言葉に様々に還元、もしくはより根源的だと推定される科学の言葉で様々に説明することに基づいて断言される。そういった還元はいくつかの論理的・基本的概念の集合論的操作からなることもある。そういった還元は申し立てによると分析的かもしくはアプリオリに演繹的な関係からなることもある。30年の間に出版されたものの多くはこの概念を明瞭にしようとしていた。

## 影響
論理実証主義はヨーロッパ大陸の隅から隅まで広まった。イギリスへはアルフレッド・エイヤーの影響を通じて広まった。また、後に、第二次世界大戦の時期やそれ以降にヨーロッパから亡命してアメリカに移住したウィーン学団のメンバーによってアメリカの大学にもたらされた。論理実証主義は初期の分析哲学の発展に不可欠であった。この言葉は、引き続いて20世紀前半の内に「分析哲学」とほとんど互換性のある言葉となった。論理実証主義は、第二次世界大戦期から冷戦期にかけて言語哲学に大きな影響力を持ち、最も有力な科学哲学だったと言われる。

## 批判
論理実証主義に対する初期の批判は、その根本的な教義がそれ自体矛盾なく定式化できない、というものであった。
意味の検証可能性の基準は、検証可能でないように見える。このことは、「意味の検証可能性テーゼ」の論理的無矛盾性にとって、深刻な問題を表していた。観察言語（観察命題の集合）が理論言語（科学的命題の集合）から独立して指定できなければ（観察言語の中立性）、検証の手続きは循環を犯すことになるためである。
もう一つの問題は、存在肯定命題（「少なくとも一人の人間がいる」）と全称否定命題（「全てのカラスが黒いわけではない」）は明確な方法(人間あるいは白いカラスを見つける)によって正しいと検証できるが、存在否定命題と全称肯定命題は正しいと検証できないということである。
全称肯定命題を検証することは明らかに不可能である。過去から未来までの全てのカラスを捕まえてみてみないことにはどうして「全てのカラスは黒い」などと言えようか？ このことは結果として、帰納、確率、そして「確証」、つまり検証と反証を合わせたものに関する膨大な量の研究を生んだ。

### カール・ポパーの批判
よく知られた論理実証主義の批判者はカール・ポパーである。彼は1934年に『科学的発見の論理』（Logik der Forschung）を発表した。1959年には、彼自身の英訳により『The Logic of Scientific Discovery』が発表された。その中で彼は、論理実証主義者たちの検証可能性の基準は科学の基準としては厳しすぎるので、それに代えて反証可能性の基準を使うべきだと主張した。ポパーは、帰納的推論の検証に内在する哲学的問題を招かず、また、科学的に見えるのに検証可能性の基準を満たさない物理科学的な言明を従わせられるので、反証可能性はより良い基準だと考えた。
ポパーの関心は、有意味な言明を有意味でない言明から区別することではなく、科学的言明を形而上学的言明から区別することであった。論理実証主義者たちと違って、彼は、形而上学的言明は無意味だとは主張しなかった。彼は、ある世紀に「形而上学的」で反証不可能であった言明も（古代ギリシアの原子論のように）別の世紀には、結果として形而上学的な観点も持つが反証可能な理論へと発展することができ、最終的に科学的になると主張した。
ポパーは、科学は帰納的推論に基づくとか、帰納的推論が実際に存在するといったことを否定したが、現在でも大多数の科学者は科学が帰納的推論に基づくことは明らかだと考えている。

### アルフレド・エイヤーの擁護
二つ目の批判に対する回答はアルフレッド・エイヤーの『言語・真理・論理』によってもたらされた。本書で彼は「強い」検証と「弱い」検証の区別を定義している。「言明が強い意味で検証可能だと言われるのは、その言明の真偽が経験によって決定的に打ち立てられるときであり、そのときだけである」(Ayer 1946, p. 50)。この意味で検証可能であるとすると存在否定命題と全称肯定命題は問題を抱えることになる。しかしながら、弱い意味での検証では言明が「検証可能…であるのは経験がその言明を可能にするときである」(ibid.) ということになる。この区別を打ち立ててから、エイヤーは「トートロジーの他のいかなる言明も真である可能性のある仮説以上のものではない」(Ayer 1946, p. 51) ので、トートロジー以外の言明は弱い検証の対象であることしかできないと主張する。この擁護は論理実証主義者たちの間で論争を呼び、彼らの中には強い検証をうるさく勧め、普遍命題は実際のところナンセンスなのだと主張する者もいた。

### ヒラリー・パトナムの反論
かつてハンス・ライヘルバッハ及びルドルフ・カルナップの弟子であったヒラリー・パトナムによれば、観察的・理論的区別は無意味であるという。「理論の受け入れられた観点」は「観察的な術語は独特の現象や現象の特性に言及していて、理論的術語に対してなされる解釈だけが調和規則によって与えられる明確な定義である」という「調和規則」を実行する。パトナムは、観察的術語と理論的術語の区別を導入することは「どちらから始めるか」という問題を引き起こすと主張する。パトナムは4つの反論とともに、このことを実演してみせた。
1. 何かが「観察的」だと言われるのは、それが私たちの感覚によって直接的に観察できるときである。そして観察的術語は観察できないものに適用できない。この場合、観察的術語は存在しない。
2. カルナップの分類で、いくつかの観察不可能な術語は理論的でもなく、観察的術語にも理論的術語にも属さない。いくつかの理論的術語は主に観察的術語に言及している。
3. 観察的術語の報告はしばしば理論的術語を含んでいる。
4. 科学的理論は理論的術語を含むことができない（例えばダーウィンのオリジナルな進化論）。

### クワイン及びクーンの反論
引き続いて科学哲学はこういったアプローチの確かな面を利用する傾向があった。ウィラード・ヴァン・オーマン・クワインは分析命題と総合命題の区別と、有意味な命題の経験に即した命題への還元を批判した。トーマス・クーンの研究では、パラダイムから独立して科学的に真偽を決定することは不可能だと主張された。しかし、この批判も論理実証主義者にはよく理解されていない。オットー・ノイラートは科学を、外海に再建しなければいけないボートと比較している。

### 哲学における現在の地位
大多数の哲学者は、ジョン・パスモアが言っているように、論理実証主義は「死んでいる、つまり、かつて哲学的運動であったのと同じだけ死んでいる」と考えている。1970年代までに、この思想は深刻な欠点があると一般的に考えられていて、主な支持者であるアルフレッド・エイヤーですらインタビューに答えてこう言っている:「思うに最も重大な [欠点] は […] それがほとんど間違っているということだ」。ただ、論理実証主義は分析哲学の歴史において、構成的経験論、実証主義、ポスト実証主義のような今も続く哲学の先駆者として重要な位置を占めている。